# كباب الميرو
كباب الميرو؛ هو طبق حجازي تراثي قديم تعود أصوله إلى منطقة مكة المكرمة ويتكون بشكل رئيسي من اللحم المفروم مخلوط بدقيق الدُخُن او دقيق الحُمص وبعض التوابل. 

## التاريخ وسبب التسمية
يُروى أن رجل من عائلة المير الحجازية هو أول من ابتكر الطبق وباعه على الناس، وتسمية الميرو نسبة إلى عائلة المير وهي أسرة قرشية من بني هاشم حكمت المدينة المنورة ستة قرون، خلال فترة الخلافة العباسية وأصبحت فيما بعد إمارة شرفية خلال فترة الدولة العثمانية ومنها جاء لقب المير، وهم من الأشراف الهاشميين من نسل زين العابدين بن الحسين بن علي بن أبي طالب. 
ويقال أيضًا أن الطبق سمي على اسم منطقة الميرة في مكة المكرمة وفيها سوق الميرة الشهير الذي كان مليء بالتجار العثمانيين. 

## المكونات وطريقة التحضير
- لحم حاشي او لحم بقري او لحم عجل مفروم وخالي من الدهون
- دقيق الدخن او دقيق الحمص
- ملح
- فلفل اسود
- كزبرة جافة
- كمون

يتم تشكيل عجينة اللحم بشكل كرات صغيرة بحجم حبة الكرز  ثم قليها بالزيت ويمكن شويها بالفرن ومن ثم تقديمها مع الخس والخبز العربي وصوص الطحينية وسلطة البيض. 